# ボードゥアン2世 (ラテン皇帝)
ボードゥアン2世・ド・クルトネー（フランス語: Baudouin II de Courtenay, 1217年 - 1273年）は、ラテン帝国最後の皇帝（在位：1228年 - 1261年）、ナミュール侯。初代皇帝ボードゥアン1世の妹のヨランドと皇帝ピエール2世・ド・クルトネーの子。父方の祖父のピエール1世はフランス王ルイ6世の末子である。

## 生涯
兄でラテン皇帝であったロベールが1228年に死去し、同年、皇帝位を継承した。若年で即位したため、治世当初は妻の父のジャン・ド・ブリエンヌを摂政としていた。この頃になるとラテン帝国は、東ローマ帝国の亡命政権ニカイア帝国やブルガリアの侵攻を受けて衰退し、ボードゥアン2世は帝国の存命を図るために西欧諸国に援助を求めるという有様であったという。また、1242年夏頃にはモンゴル軍の侵攻を受けて敗北を喫し、ラテン皇帝の威信は更に低下した。しかし、西欧諸国の援助は得られず、1261年、時のニカイアの共同皇帝ミカエル8世パレオロゴスの攻撃を受けて帝国の首都コンスタンティノポリスは陥落し、ボードゥアン2世はイタリアに亡命した。これにより、ラテン帝国は完全に滅亡し、東ローマ帝国が復活したのである。
その後はシチリア王シャルル1世・ダンジューの許へ亡命し、死の直前の1273年、シャルルにラテン帝国の帝位継承権を与えて死去したという。

## 子女
1229年にエルサレム王であったジャン・ド・ブリエンヌの娘マリーと結婚した。
- フィリップ（1243年 - 1283年） - 名目上のラテン皇帝（1273年 - 1283年）。1273年にシャルル1世・ダンジューの娘ベアトリスと結婚し一女カトリーヌをもうけた。カトリーヌはヴァロワ伯シャルルと結婚した。